# べこもち

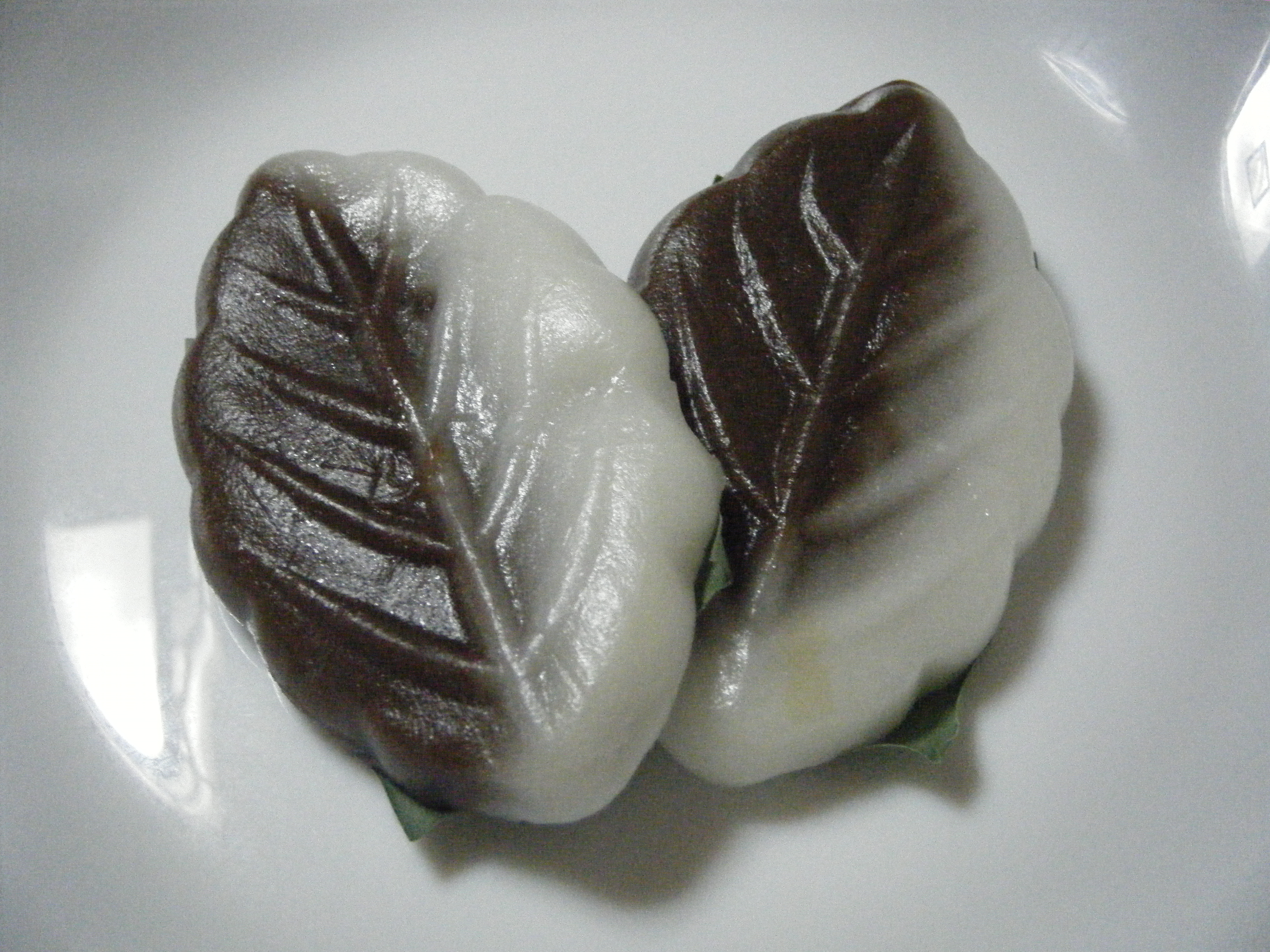
べこもち

べこもちは、和菓子の一つ。北海道から東北地方の一部で、5月の端午の節句に食べられる。他の地方における柏餅のような位置づけの祝い菓子である。

## 概要
青森県下北地方では、江戸時代後期からくじらもちが伝統的なハレ食の一つであったが、時代の変遷にともなう社会的、経済的要因による食生活の変化から、くじらもちをハレ食として扱う慣習は薄れていく。1978年の米消費拡大活動の推進を背景に、大間町奥戸地区の農業改良普及員とみどり生活改善グループによって、名称と作り方がアレンジされた「べこもち」として復活した。佐渡地方で涅槃会に備える「やせごま」との関連が指摘されている。
くじらもちの頃は、黒砂糖を混ぜたもちと味付けのない白いもちを使った2色が基本であり、模様はうず巻きもしくはタバネ模様のシンプルなものだった。しかし、1980年代以降、黒砂糖では甘みとコクが強すぎるため、粉末コーヒーやココアが代わりに使用されるようになり、白いもちに白砂糖を入れることで甘みが加えられるようになった。さらに、べこもちと呼ばれるようになった頃から、赤色や黄色、緑色などの色がつくようになり、キャラクター模様も一般化した。
北海道地方では、道南地域を中心に、主に5月の端午の節句の際に食べられることが多い。その由来は、山形県の郷土菓子の「くじら餅」が北海道で独自に進化して、独特の木の葉型になったといわれている説があるが、定かではない。現在も道南地域の一部では「べこ餅」を「くじら餅」と呼んでいる地域がある。名前の由来も、白と黒の配色がホルスタインの色を連想させることから牛を意味する「べこ」を用いたという説、黒糖を混ぜた部分が「べっこう」の色合いに近いことから「べっこう餅」となったという説、「米粉」と砂糖を主な原材料としてつくっていたことから「べいこ餅」と呼ばれていた説など、諸説ある。

## 作り方
材料は、白玉粉もしくは上新粉と片栗粉、砂糖、黒砂糖、水である。基本的な作り方は以下の通り。
- （A）材料の黒さとうと水を合わせて火にかけ溶かして火からおろし、上新粉を加えまとめた後、蒸し器に入れる。
- （B）材料のさとうと水を合わせて火にかけ溶かして火からおろし、上新粉を加えてまとめ（A）と一緒に蒸し器に入れる。
- 蒸し上がってから、それぞれをていねいにこねて、適量の水で溶いた白玉粉を加え生地をまとめます。白生地と黒生地を合わせ、べこもちの形にする。
- 再び蒸し上げて仕上げる。